# Нкосінаті Сібісі
Нкосінаті Сібісі (англ. Nkosinathi Sibisi, нар. 22 вересня 1995, Дурбан) — південноафриканський футболіст, захисник клубу «Орландо Пайретс» та національної збірної ПАР.
Виступав також за клуб «Голден Ерроуз».

## Клубна кар'єра
У дорослому футболі дебютував 2015 року виступами за команду «Голден Ерроуз», у якій провів сім сезонів, взявши участь у 99 матчах чемпіонату. 
До складу клубу «Орландо Пайретс» приєднався 2022 року. Станом на 12 лютого 2025 року відіграв за команду з передмістя Йоганнесбурга 60 матчів в національному чемпіонаті.

## Виступи за збірну
У 2021 році дебютував в офіційних матчах у складі національної збірної ПАР.
У складі збірної був учасником Кубка африканських націй 2023 року у Кот-д'Івуарі.
| Дата       | Місто         | Господарі        | Результат               | Гості           | Турнір                                             | Голи | Примітки |
| ---------- | ------------- | ---------------- | ----------------------- | --------------- | -------------------------------------------------- | ---- | -------- |
| 10-6-2021  | Совето        | ПАР              | 3 – 2                   | Уганда          | товариський матч                                   | -    | 45'      |
| 25-3-2022  | Кортрейк      | ПАР              | 0 – 0                   | Гвінея          | товариський матч                                   | -    | 45'      |
| 29-3-2022  | Вільнев-д'Аск | Франція          | 5 – 0                   | ПАР             | товариський матч                                   | -    |          |
| 24-9-2022  | Дурбан        | ПАР              | 4 – 0                   | Сьєрра-Леоне    | товариський матч                                   | -    | 21'      |
| 9-9-2023   | Совето        | ПАР              | 0 – 0                   | Намібія         | товариський матч                                   | -    |          |
| 13-10-2023 | Дурбан        | ПАР              | 0 – 0                   | Есватіні        | товариський матч                                   | -    |          |
| 18-11-2023 | Дурбан        | ПАР              | 2 – 1                   | Бенін           | Відбір до ЧС 2026                                  | -    | 61'      |
| 21-11-2023 | Бутаре        | Руанда           | 2 – 0                   | ПАР             | Відбір до ЧС 2026                                  | -    |          |
| 10-1-2024  | Преторія      | ПАР              | 1 – 0                   | Лесото          | товариський матч                                   | -    | 33'      |
| 7-2-2024   | Буаке         | Нігерія          | 1 – 1 д.ч. (4 – 2 п.п.) | ПАР             | Кубок африканських націй 2023 - півфінал           | -    | 117'     |
| 10-2-2024  | Абіджан       | ПАР              | 0 – 0 (6 – 5 п.п.)      | ДР Конго        | Кубок африканських націй 2023 - матч за 3-тє місце | -    |          |
| 21-3-2024  | Аннаба        | Андорра          | 1 – 1                   | ПАР             | товариський матч                                   | -    | 88'      |
| 15-10-2024 | Браззавіль    | Республіка Конго | 1 – 1                   | ПАР             | Відбір до Кубка африканських націй 2025            | -    | 88'      |
| 19-11-2024 | Кейптаун      | ПАР              | 3 – 0                   | Південний Судан | Відбір до Кубка африканських націй 2025            | -    | 74'      |
| Усього     |               | Матчів           | 14                      |                 | Голів                                              | 0    |          |